# Tramlijn Rotterdam - Zuid-Beijerland
De tramlijn Rotterdam - Zuid-Beijerland was een tramlijn op IJsselmonde en de Hoeksche Waard. Vanuit station Rotterdam Rosestraat op de Kop van Zuid liep de lijn via Barendrecht en Numansdorp naar Zuid-Beijerland. De exploitatie was in handen van de Rotterdamsche Tramweg Maatschappij.

## Geschiedenis

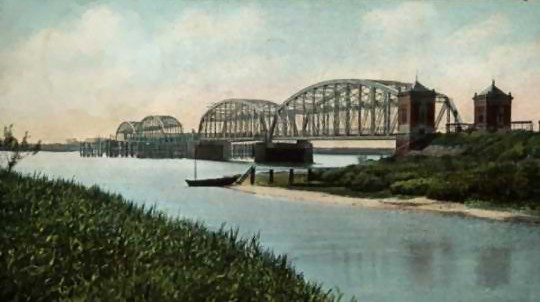
Ansichtkaart van de Brug over de Oude Maas begin 20e eeuw.

Op 2 mei 1898 werd de lijn geopend door de Rotterdamsche Tramweg Maatschappij en hij speelde een belangrijke rol bij de ontsluiting van de Zuid-Hollandse Eilanden. De lijn had verschillende aftakkingen, in Barendrecht naar Zwijndrecht (geopend in 1904), in Blaaksedijk naar Strijen (geopend in 1904) en in Krooswijk naar Goudswaard (geopend in 1903). De lijn naar Zwijndrecht werd in 1941 opgeheven. De overige werden in 1956-´57 door busdiensten vervangen na een ontsporing van de tram na de hol in de Dordtsestraatweg, op weg naar de Barendrechtsebrug. Het bleek dat het tracé wel heel erg veel onderhoud nodig had.

## Restanten/Herinneringen
Er is een aantal restanten van de tramlijn terug te vinden:
- Het haltegebouw van halte Rosestraat in Rotterdam is te vinden aan de Rosestraat 123. Tevens bevond zich hier het hoofdkantoor van de RTM.
- in de buurt van de Rosestraat zijn veel nieuwe straten vernoemd naar spoorwegelementen. In dit havengebied lagen destijds vele tram en treinsporen in de straten.
- Tussen Rotterdam Maeterlinckweg en de voormalige Barendrechtse brug is de route grotendeels fietspad geworden. In Barendrecht ontbreekt echter een deel.
- Aan de Achterzeedijk 71 te Barendrecht staat een voormalige brugwachterswoning. Heden is het een woonhuis.
- Aan het uiteinde van de Achterzeedijk en de Boonsweg bevindt zich nog een aantal restanten van de inmiddels verdwenen Barendrechtse brug.
- In Numansdorp stak de tram diagonaal het Flohilplein en de Binnenhaven over. Er is daar nu een voetgangersbrug, en op het plein geven lijnen de voormalige rails aan.
- Op het terrein van scouting Driestromengroep te Numansdorp is middels de bestrating een spoor "gereconstrueerd".

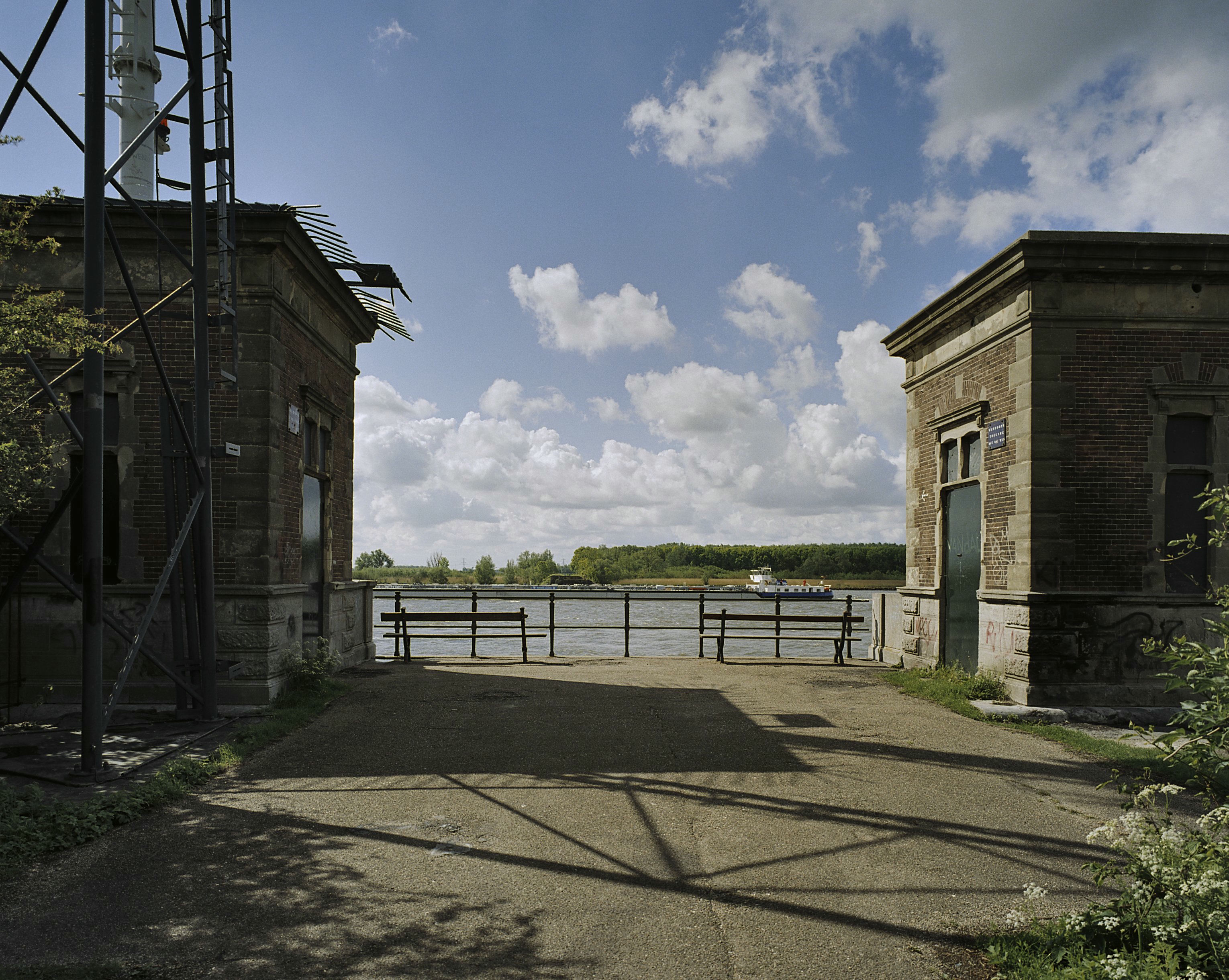
Voormalige brughoofd Brug over de Oude Maas (noordzijde)
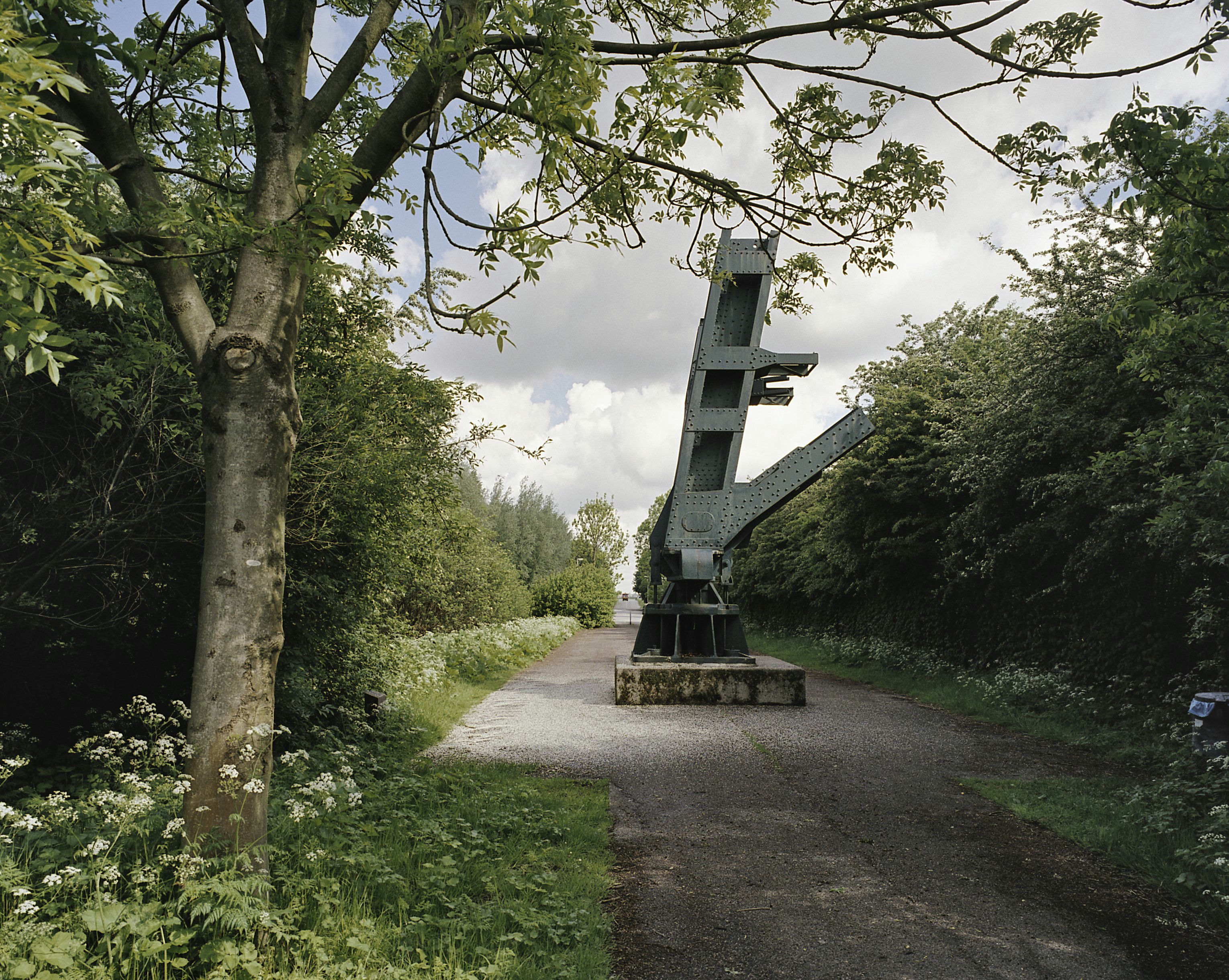
Voormalig onderdeel van de Brug over de Oude Maas.
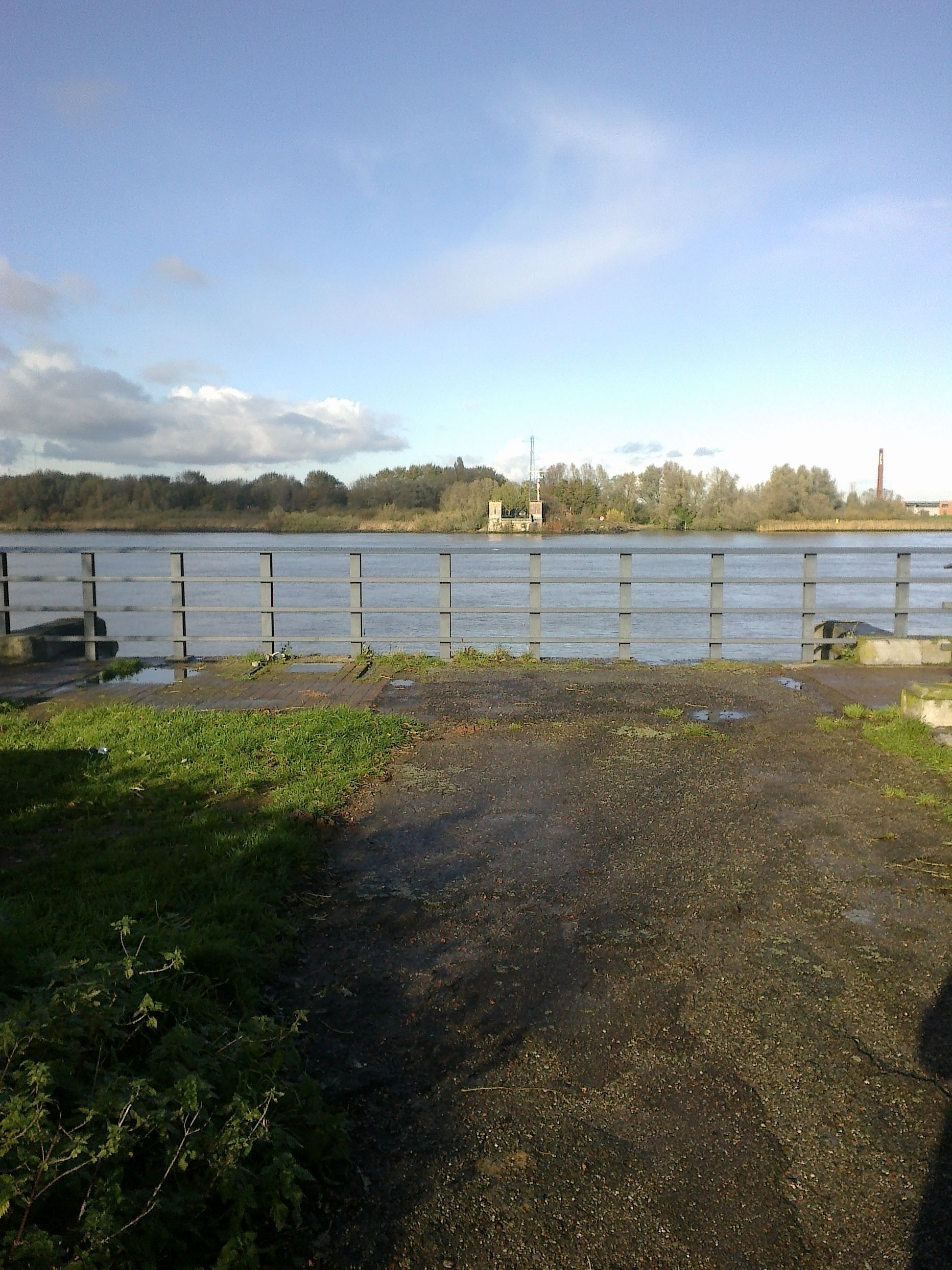
Voormalig brughoofd Brug over de Oude Maas (zuidzijde)(klein stukje rails aanwezig)
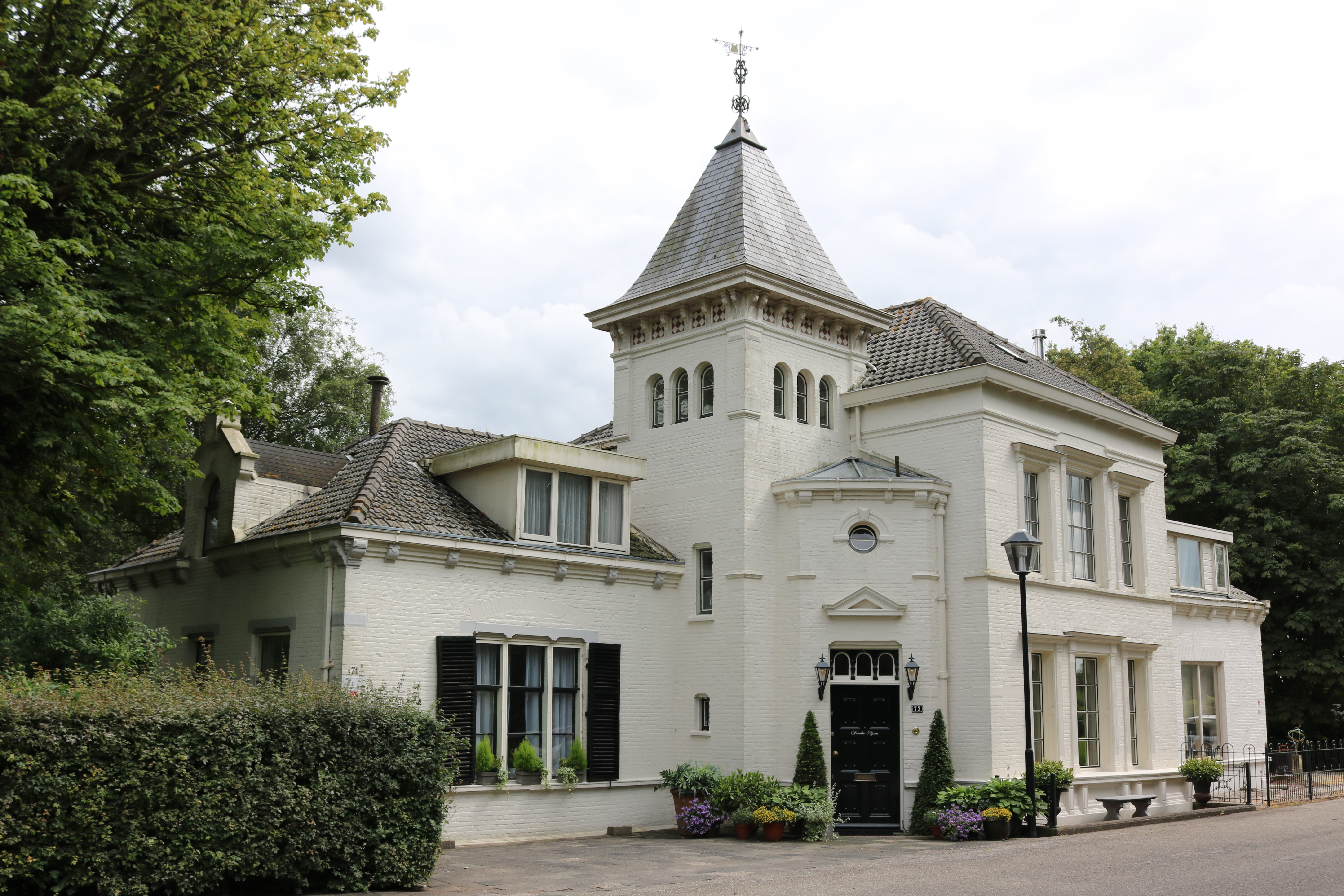
Brugwachterswoning Barendrechtsebrug